# جورات
جورات (به ترکی آذربایجانی: Corat) یکی از شهرهای جمهوری آذربایجان است که از توابع شهر سومقاییت است. جمعیت این شهر در سرشماری سال ۲۰۱۱ میلادی، ۱۲۹۰۰ نفر بود.